# Neoleanira
Neoleanira är ett släkte av ringmaskar som beskrevs av Pettibone 1970. Neoleanira ingår i familjen Sigalionidae.
Kladogram enligt Catalogue of Life och Dyntaxa:
| Neoleanira | \| \| Neoleanira areolata \| \| \| \| \| \| Neoleanira tetragona \| \| \| \| |
|            | \| \| Neoleanira areolata \| \| \| \| \| \| Neoleanira tetragona \| \| \| \| |
|            | Claparedepelogenia                                                           |
|            |                                                                              |
|            | Dayipsammolyce                                                               |
|            |                                                                              |
|            | Ehlersileanira                                                               |
|            |                                                                              |
|            | Eupholoe                                                                     |
|            |                                                                              |
|            | Eusthenelais                                                                 |
|            |                                                                              |
|            | Euthalenessa                                                                 |
|            |                                                                              |
|            | Fimbriosthenelais                                                            |
|            |                                                                              |
|            | Horstileanira                                                                |
|            |                                                                              |
|            | Labioleanira                                                                 |
|            |                                                                              |
|            | Labiosthenolepis                                                             |
|            |                                                                              |
|            | Leanira                                                                      |
|            |                                                                              |
|            | Mayella                                                                      |
|            |                                                                              |
|            | Neopsammolyce                                                                |
|            |                                                                              |
|            | Parasthenelais                                                               |
|            |                                                                              |
|            | Pelogenia                                                                    |
|            |                                                                              |
|            | Psammolyce                                                                   |
|            |                                                                              |
|            | Sigalion                                                                     |
|            |                                                                              |
|            | Sthenelais                                                                   |
|            |                                                                              |
|            | Sthenelanella                                                                |
|            |                                                                              |
|            | Sthenolepis                                                                  |
|            |                                                                              |
|            | Thalenessa                                                                   |
|            |                                                                              |
|            | Willeysthenelais                                                             |
|            |                                                                              |
|            | Neoleanira areolata                                                          |
|            |                                                                              |
|            | Neoleanira tetragona                                                         |
|            |                                                                              |

|  | Neoleanira areolata  |
|  |                      |
|  | Neoleanira tetragona |
|  |                      |